# Vespasian Pella
Pour les articles homonymes, voir Pella.

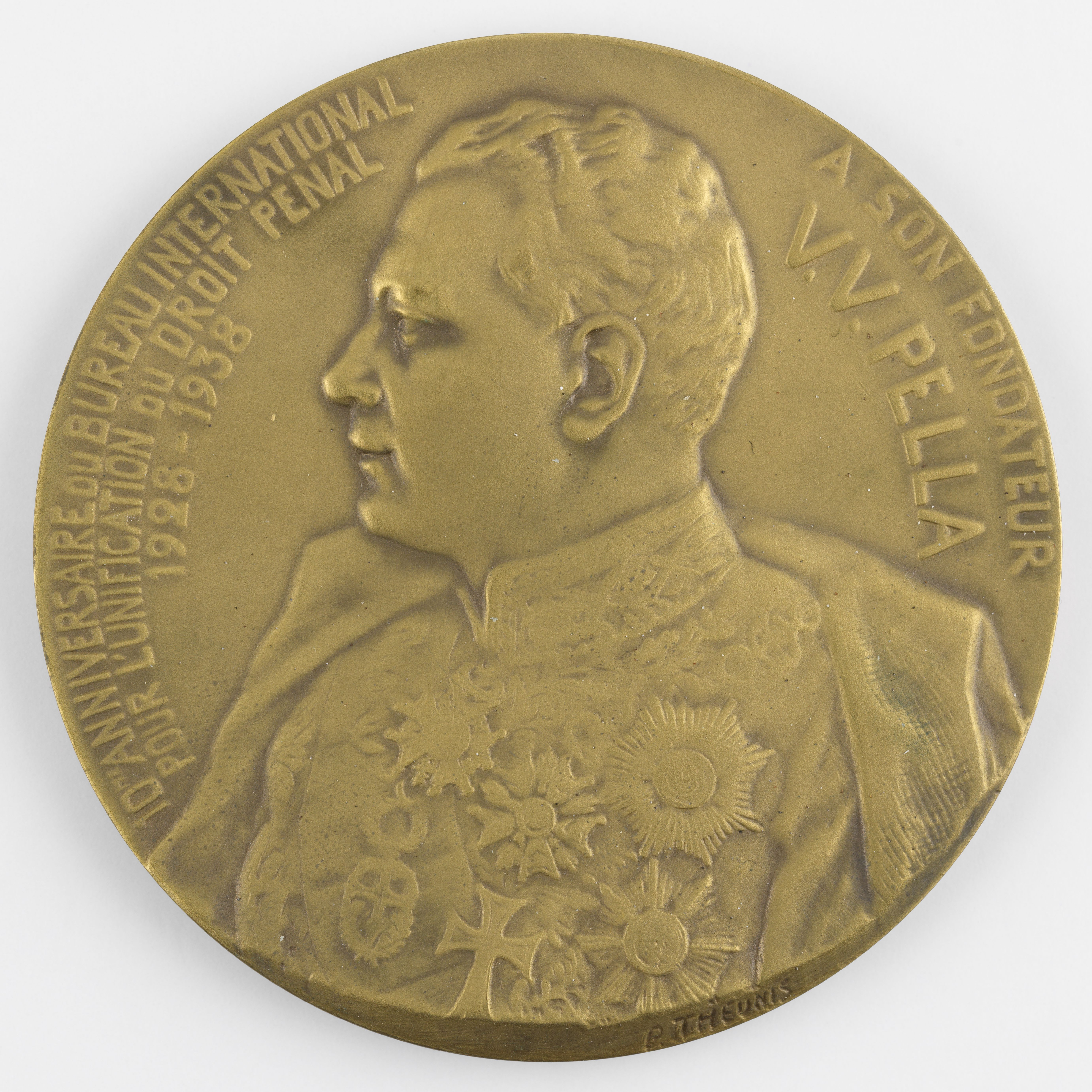

Vespasian V. Pella, né le 4/17 janvier 1897 à Bucarest, mort le 24 août 1952 à New York, est un juriste roumain.

## Biographie
Il est le premier promoteur de la notion de « justice internationale », notamment en matière de crimes contre l'humanité, avec la création de tribunaux internationaux. Il devient President du comité des questions légales de la Société des Nations en 1938. En 1944, il devient ambassadeur de Roumanie en Suisse, en sauvant des juifs roumains en Pologne occupée.
Parmi ses écrits (en francais) : La criminalité collective des États et le droit pénal de l'avenir, Bucarest : Imprimerie de l'État, 1925.